# Hetényi Zoltán (jégkorongozó)
Hetényi Zoltán (Budapest, 1988. február 18. –) magyar jégkorongkapus.

## Karrier
A Dunaferrben kezdett védeni, kölyökként a Fradiban is megfordult. 2004-óta az Alba Volán játékosa. Ifjúsági korú játékosként már a felnőtt csapat tagja volt. 2004 és 2009 között három-három ifi vb-n és junior vb-n volt a magyar válogatott tagja. A 2007–2008-as szezonban az Alba Volán csapatában és a válogatottban is kiszorította Budai Krisztiánt és így részese volt a 2008-as szapporói Divízió 1-es világbajnokság bajnokcsapatának. A Magyar jégkorong-válogatottban remekül mutatkozott be. Első gólját a válogatottban az ötödik mérkőzésén kapta, 178 perc játék után.
2009 májusában felkerült a KHL draftján kiválasztható játékosok listájára, de egyik csapat sem tartott rá igényt. A 2009–2010-es szezonban ismét a Volánban szerepelt. A szlovéniai divízió I-es vb-re a válogatott elsőszámú kapusaként utazhatott és rászolgált a bizalomra. A kapusok között a legjobb védési hatékonyságot produkálta és a legkevesebb gólt kapta.
2010 májusában a finn Lahti Pelicans csapatában két hetes próbajátékon szerepelt, ami után kétéves szerződést kináltak számára.
A 2011-2012-es szezonban a finn Jokerit-ben játszik. Ezzel Hetényi volt az első magyar, aki szerepelt az SM-liiga-ban (finn profiliga). Később megfordul a finn másodosztályban játszó Kiekko-Vantaa csapatánál.
2012-ben szerződtette a Milwaukee Admirals AHL csapat, azonban az NHL szezon késlekedése miatt az ECHL-ben szereplő Cincinnati Cyclones-ban kezdett védeni (Mindkét csapat a Nashville Predators NHL csapat farmcsapata).
2013. februárjától az Orlando Solar Bears (ECHL) csapatánál véd; játékjoga a Peoria Rivermen (AHL) csapatnál van.

## Díjai, elismerései
- Junior Prima díj (2010)[6]
- Az Erste Liga legjobb kapusa (2019–2020)[7]
- Az év magyar jégkorongozója (2021[8])